# Греція на зимових Олімпійських іграх 2002
Греція на зимових Олімпійських іграх 2002 у Солт-Лейк-Сіті була представлена 10 спортсменами у 5 видах спорту. Прапороносцем на церемонії відкриття став лижник Лефтеріс Фафаліс. Грецькі спортсмени не завоювали жодних медалей.

## Спортсмени
| Вид спорту          | Чоловіки | Жінки | Всього |
| ------------------- | -------- | ----- | ------ |
| Біатлон             | 1        | 1     | 2      |
| Бобслей             | 2        | 0     | 2      |
| Гірськолижний спорт | 1        | 1     | 2      |
| Лижні перегони      | 1        | 1     | 2      |
| Скелетон            | 1        | 1     | 2      |
| Усього              | 6        | 4     | 10     |

Гірськолижний спорт
- Васіліс Дімітріадіс
- Константіна Кутра

Біатлон
- Ставрос Христофорідіс
- Деспіна Ваватсі

Бобслей
- Джон-Ендрю Камбаніс
- Іоанніс Леватідіс

Лижні перегони
- Лефтеріс Фафаліс
- Катерина Балькаба

Скелетон
- Міхаліс Вудуріс
- Сінді Нінос

## Біатлон
Спринт
| Дисципліна               | Спортсмен             | Промахи1 | Час     | Місце |
| ------------------------ | --------------------- | -------- | ------- | ----- |
| спринт, 10 км (чоловіки) | Ставрос Христофорідіс | 2        | 31:51.4 | 85    |
| спринт, 7,5 км (жінки)   | Деспойна Ваваці       | 2        | 27:11.3 | 70    |

Дистанція
| Дисципліна                            | Спортсмен             | Час       | Промахи | Розрахунковий час 3 | Місце |
| ------------------------------------- | --------------------- | --------- | ------- | ------------------- | ----- |
| індивідуальна гонка, 20 км (чоловіки) | Ставрос Христофорідіс | 1'03:09.5 | 5       | 1'08:09.5           | 85    |
| індивідуальна гонка (жінки)           | Деспойна Ваваці       | 57:39.4   | 7       | 1'04:39.4           | 68    |

## Бобслей
| След  | Спортсмени                             | Дисципліна        | 1-й заїзд | 1-й заїзд | 2-й заїзд | 2-й заїзд | 3-й заїзд | 3-й заїзд | 4-й заїзд | 4-й заїзд | Сума    | Сума  |
| След  | Спортсмени                             | Дисципліна        | Час       | Місце     | Час       | Місце     | Час       | Місце     | Час       | Місце     | Час     | Місце |
| ----- | -------------------------------------- | ----------------- | --------- | --------- | --------- | --------- | --------- | --------- | --------- | --------- | ------- | ----- |
| GRE-1 | Джон-Ендрю Камбаніс Іоанніс Лейвадітіс | двійки (чоловіки) | 49.03     | 31        | 49.06     | 31        | 49.60     | 32        | 48.97     | 30        | 3:16.66 | 31    |

## Гірськолижний спорт
| Спортсмен           | Дисципліна                    | Спуск 1 | Спуск 2         | Разом           | Разом |
| Спортсмен           | Дисципліна                    | Час     | Час             | Час             | Місце |
| ------------------- | ----------------------------- | ------- | --------------- | --------------- | ----- |
| Васіліс Дімітріадіс | супергігант (чоловіки)        |         |                 | не фінішував    | –     |
| Васіліс Дімітріадіс | гігантський слалом (чоловіки) | 1:19.30 | 1:16.85         | 2:36.15         | 43    |
| Васіліс Дімітріадіс | слалом (чоловіки)             | 55.24   | дискваліфікація | дискваліфікація | –     |
| Костянтина Кутра    | слалом (жінки)                | 1:09.19 | 1:09.41         | 2:18.60         | 37    |

## Лижні перегони
Спринт
| Спортсмен        | Дисципліна        | Кваліфікація | Кваліфікація | Чвертьфінал | Чвертьфінал | Півфінал   | Півфінал   | Фінал      | Фінал      |
| Спортсмен        | Дисципліна        | Час          | Місце        | Час         | Місце       | Час        | Місце      | Час        | Місце      |
| ---------------- | ----------------- | ------------ | ------------ | ----------- | ----------- | ---------- | ---------- | ---------- | ---------- |
| Лефтеріс Фафаліс | спринт (чоловіки) | 3:01.98      | 41           | не пройшов  | не пройшов  | не пройшов | не пройшов | не пройшов | не пройшов |
| Катерина Балкаба | спринт (жінки)    | 4:06.99      | 57           | не пройшла  | не пройшла  | не пройшла | не пройшла | не пройшла | не пройшла |

Дистанційні перегони
| Спортсмен        | Дисципліна                        | Класичний стиль | Класичний стиль | Вільний стиль | Вільний стиль | Загалом    | Загалом    |
| Спортсмен        | Дисципліна                        | Час             | Місце           | Час           | Місце         | Час        | Місце      |
| ---------------- | --------------------------------- | --------------- | --------------- | ------------- | ------------- | ---------- | ---------- |
| Лефтеріс Фафаліс | 15 км класичним стилем (чоловіки) | Н/Д             | Н/Д             | Н/Д           | Н/Д           | 46:17.9    | 65         |
| Лефтеріс Фафаліс | 2×10 км переслідування (чоловіки) | 31:11.7         | 68              | не пройшов    | не пройшов    | не пройшов | не пройшов |
| Катерина Балкаба | 2×5 км переслідування (жінки)     | 18:48.9         | 71              | не пройшла    | не пройшла    | не пройшла | не пройшла |

## Скелетон
| Спортсмен       | Дисципліна | 1-й заїзд | 1-й заїзд | 2-й заїзд | 2-й заїзд | Сума    | Сума  |
| Спортсмен       | Дисципліна | Час       | Місце     | Час       | Місце     | Час     | Місце |
| --------------- | ---------- | --------- | --------- | --------- | --------- | ------- | ----- |
| Міхаель Вудуріс | чоловіки   | 54.11     | 24        | 54.33     | 23        | 1:48.44 | 23    |
| Сінді Нінос     | жінки      | 54.54     | 13        | 54.74     | 13        | 1:49.28 | 13    |